# Segunda República do Turquestão Oriental
A Segunda República do Turquestão Oriental, geralmente conhecida simplesmente como República do Turquestão Oriental (RTO), foi um Estado de curta duração (república popular) que existiu na década de 1940 (12 de novembro de 1944 - 20 de outubro de 1949); foi um estado fantoche controlado pela União Soviética, e sucessor da Primeira República do Turquestão Oriental, localizado em três distritos setentrionais (Ili, Tarbagatai, Altai) da província de Sinquião da República da China, atual Região Autônoma Uigur de Sinquião da República Popular da China.
Tinha uma maioria étnica uigur e minorias de cazaques e han. Teve como capital Gulja. Após doze anos de independência, a república voltou a fazer parte da República da China. A Segunda República do Turquestão Oriental teve dois presidentes: Ali Khan Türe e Ehmetjan Qas.

## Ligações Externas
- [ligação inativa]
- Mapa de Xinjiang